# Красный (Пузевское сельское поселение)
Красный — посёлок в Бутурлиновском районе Воронежской области.
Входит в состав Пузевского сельского поселения.

### Население
| 2010 |
| ---- |
| 46   |